# Palásthy Sándor (hírlapíró)
Palásti és keszihóczi Palásthy Sándor (Felsőcsáj, 1841. december 23. – Felsőcsáj, 1881. június 10.) hírlapíró és szerkesztő. Palásthy Sándor színész, rendező és Palásthy Marcell író, újságíró apja.

## Életútja
Palásthy András és Tóth Mária fia. Ifjúságában hadapród volt egy huszárezredben. Később az irodalommal kezdett foglalkozni és Szatmárt a Szamos c. vegyes tartalmú hetilapnak 1869-ben munkatársa és 1870. első felében szerkesztője volt. 1872-ben Pestre ment, ahol széles körű tudásával, éles tollával csakhamar előkelő szerepre tett szert. Eleinte a Haladásnál és Delejtűnél dolgozott, majd az Ellenőrnek vezércikkírója és színi kritikusa lett. Midőn Csernátony megvált az Ellenőrtől, 1877. február 6-tól 1878. augusztus 12-ig e lap felelős szerkesztője volt. Utóbb a Pesti Hirlaphoz került, melynek haláláig vezércikkírója volt (a nyilas jegy alatti cikkeket ő írta). A legjelesebb zsurnaliszták egyike, neve nem sokat forgott a közönség előtt, noha igen sokat dolgozott, zamatos magyarsággal tudott írni. A sorvasztó mellbaj akadályozta, hogy előkelő helyet foglaljon az irodalomban. Felesége Tomcsányi Ilona volt.
Álneve: Nyilas.

## Munkái
- Persa levelek. Montesquieu után ford. Budapest, 1874.
- A józan magyar néphez. Ugyanott, 1875.
- Az angolok az éjszaki sarkon. (Hatteras kapitány kalandjai. Verne Gyula regénye. Ford. Uo. 1875. Két kötet. (Ujabb kiadás, 1879. Uo.).
- Mi az igazság? Uo. 1878. (Megjelent németül és ruménul is 1878-ban Uo.)

Egy nagyobb műve: Byron Childe Haroldjának fordítása, melyen évek óta dolgozott, kéziratban maradt.